# 分離ボルト
分離ボルト（ぶんりボルト、英語：explosive bolt）とは火工品の一種で別名爆裂ボルト、爆砕ボルト、爆発ボルトとも呼ばれる。
ボルトの中を中空にしてそこに爆薬を充填し、電気雷管を埋め込んだ物である。起爆すると切断面から断裂し真っ二つに折れることで部品の固定を解く。
周囲を傷つけないように破片の飛び散らないタイプもある。爆轟型の他に燃焼型もあるが海外では動作が確実な爆轟型が大半であり、燃焼型は主に爆薬を用いることが法規制上困難な場合などに用いられる。

## 主な用途
- 航空機
  - 緊急脱出時にキャノピーやプロペラなどを分離する。
- ロケット
  - 段間分離
  - 指令破壊
  - ロケットチャンバーの鏡板に穿孔して逆噴射させることで緊急停止させる。
- 船の自沈装置
- ガルウィングドア車の緊急脱出用

## 利点
- 瞬間的に作動する
- 単純な構造で小型軽量、低コストである
- 作動不良が起きにくい
- 長期間使用しないまま保管できる
- 耐久性が高く、環境変化にも強い

## 欠点
- 一度限りの使い捨てで再利用が出来ない

## 参考・脚注
1. ↑  “ソユーズ宇宙船の再突入事故、原因は爆発ボルトの不具合か?”. Technobarn (2008年5月24日). 2008年5月27日時点のオリジナルよりアーカイブ。2008年6月19日閲覧。